# 富尔默托
富尔默托（法語：Fourmetot，法語發音：[fuʁməto]）是法国厄尔省的一个旧市镇，位于该省西北部，属于贝尔奈区。2019年，富尔默托与临近的2个市镇合并为新市镇勒佩雷，富尔默托为新市镇行政中心。

## 地理
富尔默托（49°22'54"N, 0°34'19"E）面积10.02 平方千米，位于法国诺曼底大区厄尔省，该省份为法国北部内陆省份，北起滨海塞纳省，西接奧恩省和卡爾瓦多斯省，南至厄尔-卢瓦省，东临瓦兹省、瓦兹河谷省和伊夫林省。
与富尔默托接壤的市镇（或旧市镇、城区）包括：布尔讷维尔-圣克鲁瓦、里勒河畔科讷维尔、里勒河畔马讷维尔。
富尔默托的时区为UTC+01:00、UTC+02:00（夏令时）。

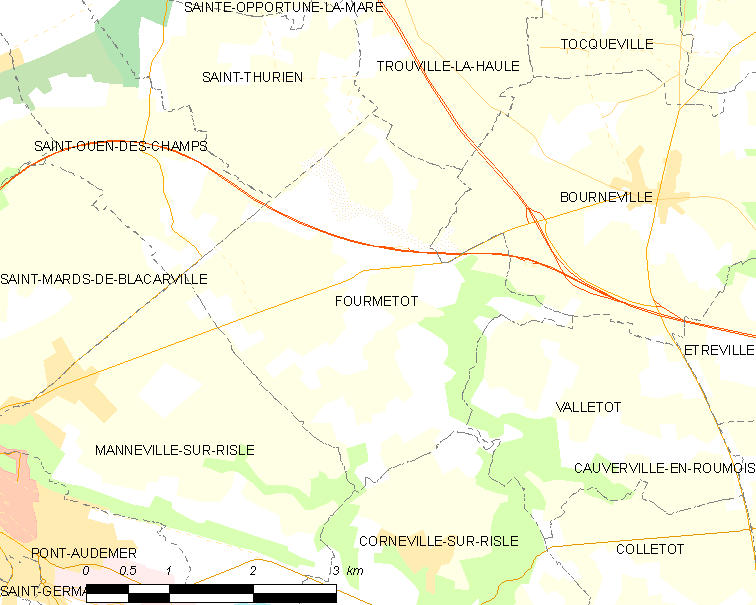
富尔默托的OSM定位图

## 行政
富尔默托的邮政编码为27500，INSEE市镇编码为27263。

## 政治
富尔默托所属的省级选区为蓬托德梅尔县。

## 人口

1962-2008年间富尔默托人口变化图示

富尔默托于2018年1月1日时的人口数量为700人。